# 環境統計学
環境統計学(英語:　)とは、統計学を環境的視点から見たものである。  
統計学を環境学などに応用したもので応用統計学の一種と考えられる。

## 解説

二項分布

環境的視点から見たとき、必要な統計学の役割は次の記述統計学と推測統計学の２つに要約される。
記述統計学
ばらつきを含んだ多数のデータから、測定の対象となっている事象の特徴を客観的に導き出す方法である。具体的には、度数分布（ヒストグラム）の作成、代表地の算定、ばらつきの程度の算定、相関係数、回帰分析、多変量解析などがある。
推測統計学
対象事象の全体の特徴を推測することが統計学の役割である。推測するための主な方法は、推定と検定である。推定では、標本から得られる特徴をもとに、確率的なばらつきを考慮しながら、母集団の特徴を見極めようとする方法である。検定では、まず標本から得られた知識をもとに、母集団の特徴について何らかの仮説を立てる。次いで、確率論に基づいてその仮説が正しいとみなせるかどうかを検証する方法である。

## 関連事項
- 統計学
- 記述統計学
- 推計統計学
- 環境
- 相関係数
- 多変量解析
- データサイエンス